# خربة النحاس
خربة النحاس موقع أثري في الأردن ويعتبر أكبر موقع لتعدين وصهر النحاس في عصر ما قبل التاريخ. والموقع هو مدينة، أو مستوطنة بشرية، تأسست في العصر النحاسي  (ما بين4000 إلى 3000 ق.م) وجزء من مواقع تعدين وصهر النحاس في مجمل وادي فينان. وتم تعدين النحاس فيها في العصر البرونزي المبكر، وازداد تعدينه في العصر البرونزي المتوسط والأخير، وأستمر عبر العصور الحديدية والنبطية والرومانية والبيزنطية والصليبية والمملوكية فالعثمانية.
يقع المنجم وخربته في منطقة وادي فينان في وادي عربة ويتبع إدارياً إلى محافظة الطفيلة مع أن الطريق الوحيدة التي يمكن الوصول إليه عبرها هي طريق العقبة-عمان عبر وادي عربة. ويقع بداخل حدود محمية ضانا الطبيعية.

## الجدل حول الموقع
تجدر الإشارة إلى أن وجود خربة النحاس وبقية وادي فينان بداخل حدود محمية ضانا الطبيعية يمنع استغلال النحاس في المنطقة اقتصادياً، وتجدر الإشارة أيضاً إلى وجود جدل كبير بين الأردنيين حول إبقاء كامل المنطقة ممنوعة من الاستغلال بدل الحفاظ على الموقع التاريخي فقط واستغلال البقية. وقدرت الدراسات وجود  900 الف طن من خام النحاس في كل الوادي. يعزي بعض الكتاب إلى أن منع الإستغلال الاقتصادي جاء تحت ضغط إسرائيلي-صهيوني ممن يحاولون ربط الموقع بإسطورة مناجم سليمان مع أنه ليس هناك من أدلة أثرية مباشرة تربط ما بين هذه المناجم وسليمان الذي ليس هناك من دليل على وجوده أيضاً.